# Бахреин на Светском првенству у атлетици на отвореном 2019.
Бахреин је учествовао на 17. Светском првенству у атлетици на отвореном 2019. одржаном у Дохи од 27. септембра до 6. октобра петнаести пут. Репрезентацију Бахреина представљало је 15 такмичара (7 мушкараца и 8 жена) који су се такмичили у 12 дисциплина (5 мушких, 6 женских и 1 мешовита).,.
На овом првенству Бахреин је по броју освојених медаља делио 12. место са 3 освојене медаље (златна, сребрна и бронзана). У табели успешности према броју и пласману такмичара који су учествовали у финалним такмичењима (првих 8 такмичара) Бахреин је са 5 учесника у финалу заузео 14. место са освојених 28 бодова.
| Плас. | Земља   | 1. место | 2. место | 3. место | 4. место | 5. место | 6. место | 7. место | 8. место | Бр. финал. | Бод. |
| ----- | ------- | -------- | -------- | -------- | -------- | -------- | -------- | -------- | -------- | ---------- | ---- |
| 14.   | Бахреин | 1        | 1        | 1        | 1        | 0        | 0        | 1        | 0        | 5          | 28   |

## Учесници
| Мушкарци: - Абас Абубакар Абас — 400 м, 4 х 400 м (м+ж) - Аврам Кипчирчир Ротич — 1.500 м - Берхану Балев — 5.000 м - Хасан Чани — 10.000 м - Ел Хасан Ел Абаси — Маратон - Бенсон Суреј — Маратон - Муса Исах — 4 х 400 м (м+ж) | Жене: - Салва Ајд Насер — 400 м, 4 х 400 м (м+ж) - Тигист Гашав — 5.000 м - Роуз Челимо — Маратон - Деси Јиса Моконин — Маратон - Шитаје Ешете — Маратон - Аминат Јусуф Џамал — 400 м препоне, 4 х 400 м (м+ж) - Винфред Мутиле Јави — 3.000 м препреке - Нора Салем Јасим — Бацање кугле |  |

## Освајачи медаља (3)

### Злато (1)
- Салва Ајд Насер — 400 м

### Сребро (1)
- Роуз Челимо — Маратон

### Бронза (1)
- Муса Исах, Аминат Јусуф Џамал, 
 Салва Ајд Насер, Абас Абубакар Абас — 4х400 м мешовито

## Резултати

### Мушкарци
| Атлетичар             | Дисциплина | Лични рекорд | Квалификације     | Квалификације     | Полуфинале           | Полуфинале           | Финале               | Финале            | Детаљи |
| Атлетичар             | Дисциплина | Лични рекорд | Резултат          | Место             | Резултат             | Место                | Резултат             | Место             | Детаљи |
| --------------------- | ---------- | ------------ | ----------------- | ----------------- | -------------------- | -------------------- | -------------------- | ----------------- | ------ |
| Абас Абубакар Абас    | 400 м      | 44,90        | 45,47 КВ          | 2. у гр. 3        | 45,26                | 6. у гр. 1           | Није се квалификовао | 17 / 41 (42)      |        |
| Аврам Кипчирчир Ротич | 1.500 м    | 3:41,59 НР   | 3:45,19           | 14. у гр. 1       | Није се квалификовао | Није се квалификовао | Није се квалификовао | 29 / 43 (45)      |        |
| Берхану Балев         | 5.000 м    | 12:56,26     | 13:25,70 кв       | 6. у гр. 1        |                      |                      | 13:14,66             | 9 / 35 (3,9)      |        |
| Хасан Чани            | 10.000 м   | 27:38,16     |                   |                   |                      |                      | Није завршио трку    | Није завршио трку |        |
| Ел Хасан Ел Абаси     | Маратон    | 2:04:43      | 2:11:44 ЛРС       | 7 / 55 (73)       |                      |                      |                      |                   |        |
| Бенсон Суреј          | Маратон    | 2:07:37      | Није завршио трку | Није завршио трку |                      |                      |                      |                   |        |

### Жене
| Атлетичарка         | Дисциплина       | Лични рекорд | Квалификације      | Квалификације      | Полуфинале            | Полуфинале | Финале                 | Финале                | Детаљи |
| Атлетичарка         | Дисциплина       | Лични рекорд | Резултат           | Место              | Резултат              | Место      | Резултат               | Место                 | Детаљи |
| ------------------- | ---------------- | ------------ | ------------------ | ------------------ | --------------------- | ---------- | ---------------------- | --------------------- | ------ |
| Салва Ајд Насер     | 400 м            | 49,08 НР     | 50,74 КВ           | 1. у гр. 6         | 49,79 КВ              | 1. у гр. 1 | 48,14 СРС, АЗР, НР, ЛР |                       |        |
| Тигист Гашав        | 5.000 м          | 15:21,69     | Није завршила трку | Није завршила трку |                       |            | Није се квалификовала  | Није се квалификовала |        |
| Роуз Челимо         | Маратон          | 2:24:14      |                    |                    |                       |            | 2:33:46                |                       |        |
| Деси Јиса Моконин   | Маратон          | 2:23:39      | 2:43:19            | 12 / 40 (70)       |                       |            |                        |                       |        |
| Шитај Ешете         | Маратон          | 2:22:39      | Није завршила трку | Није завршила трку |                       |            |                        |                       |        |
| Аминат Јусуф Џамал  | 400 м препоне    | 55,54        | 55,13 КВ, ЛР       | 2. у гр. 4         | 55,54                 | 5. у гр. 3 | Није се квалификовала  | 17 / 36 (39)          |        |
| Винфред Мутиле Јави | 3.000 м препреке | 9:07,23      | 9:29,40 КВ         | 2. у гр. 3         |                       |            | 9:05,68 ЛР             | 4 / 42 (43)           |        |
| Нора Салем Јасим    | Бацање кугле     | 18,00 НР     | 17,36              | 11. у гр. Б        | Није се квалификовала | 22 / 27    |                        |                       |        |

### Мешовито
| Атлетичари                                                                      | Дисциплина | Лични рекорд | Квалификације       | Квалификације | Полуфинале | Полуфинале | Финале          | Финале | Детаљи |
| Атлетичари                                                                      | Дисциплина | Лични рекорд | Резултат            | Место         | Резултат   | Место      | Резултат        | Место  | Детаљи |
| ------------------------------------------------------------------------------- | ---------- | ------------ | ------------------- | ------------- | ---------- | ---------- | --------------- | ------ | ------ |
| Муса Исах (м) Аминат Јусуф Џамал (ж) Салва Ајд Насер (ж) Абас Абубакар Абас (м) | 4 х 400 м  | 3:15,75 НР   | 3:12,74 КВ, АЗР, НР | 3. у гр. 1    |            |            | 3:11,82 АЗР, НР |        |        |